# Силицид диродия
Силицид диродия — бинарное неорганическое соединение 
металла родия и кремния
с формулой Rh2Si,
кристаллы.

## Получение
- Сплавление стехиометрических количеств чистых веществ:

{\displaystyle {\mathsf {2Rh+Si\ {\xrightarrow {1650^{o}C}}\ Rh_{2}Si}}}

## Физические свойства
Силицид диродия образует кристаллы
ромбической сингонии,
пространственная группа P nma,
параметры ячейки a = 0,5404 нм, b = 0,393 нм, c = 0,739 нм, Z = 4,
структура типа силицида дикобальта Co2Si
.
Соединение конгруэнтно плавится при температуре 1650 °C  (1622 °C ).